# گلد کوست
گُلد کوست (به انگلیسی: Gold Coast) (به معنی ساحل طلایی) یک شهر ساحلی در ایالت کوئینزلند استرالیاست. این شهر که بر کرانه‌های زرین اقیانوس آرام بنا گردیده، بیشتر به عنوان یک مقصد گردشگری در استرالیا شناخته می‌شود و دارای تعداد زیادی مراکز تفریحی نظیر پارک‌های آبی، پلاژهای مجهز، مراکز خرید و هتل‌های لوکس می‌باشد.
گلد کوست یکی از شهرهای اقماری بریزبن به‌شمار می‌رود؛ به طوریکه تنها ۴۲ کیلومتر تا مرکز شهر بریزبن فاصله دارد.
گلد کوست در جنوب شرقی‌ترین نقطه ایالت کوئینزلند، در نزدیکی مرز ایالت نیو ساوث ولز و در منطقهٔ کلانشهری کوئینزلند جنوب شرق قرار گرفته‌است.
طبق سرشماری سال ۲۰۱۶، این شهر ۶۳۸۰۹۰ نفر جمعیت داشته‌است. گلد کوست ششمین شهر پرجمعیت استرالیا و دومین شهر بزرگ ایالت کوئینزلند می‌باشد.
گلد کوست به خاطر داشتن سواحل ماسه‌ای طلایی رنگش، سلسله آسمانخراش‌های مرتفعی که در نوار ساحلی کشیده شده‌است و نیز امواج خروشان اقیانوس که مناسب ورزش موج‌سواری است، به یک شهر توریستی در استرالیا تبدیل شده‌است.
سواحل گلد کوست با مساحت بیش از ۷۰ کیلومتر مربع از زیباترین ومعروف‌ترین سواحل استرالیا و جهان به‌شمار می‌رود. گفته می‌شود این سواحل در ۳۰۰ روز سال آفتابی‌اند. یکی از مشهورترین سواحل گلد کوست سرفرز پردایس (بهشت موج‌سواران) نام دارد که به دلیل داشتن موج‌های بلند اقیانوس در بیشتر روزهای سال، امکان موج‌سواری حرفه‌ای و تفننی را برای علاقه‌مندان این رشته فراهم می‌کند.

## تاریخچه
گلد کوست از روزگاران قدیم زیستگاه بومیان استرالیا بوده‌است اما رشد شهرنشینی در آن به نیمه‌های قرن بیستم بر می‌گردد که به دلیل جاذبه‌های گردشی و طبیعی زیاد، به مرکز تفریحی مرفهین بریزبن تبدیل شد و با فروش املاک و ساختن برجهای بلند، به شهرت و رشد فراوانی دست یافت.

## جغرافیا
گلد کوست از شرق به اقیانوس آرام، از غرب به «رشته کوه‌های بزرگ جدا کننده»، از جنوب به ایالت نیو ساوت ولز و از شمال به بریزبن محدود می‌شود.
این شهر در ساحل اقیانوس آرام بنا شده و به همین دلیل درازای آن در امتداد شمال به جنوب بسیار بیشتر از عرض آن می‌باشد.

## جمعیت
ناحیه گلد کوست در سال ۲۰۰۶ بیش از نیم میلیون نفر جمعیت داشته‌است که با این حساب دومین شهر بزرگ کوئینزلند و ششمین شهر بزرگ استرالیا به حساب می‌آید.

## آب و هوا
آب و هوای گلد کوست نیمه‌گرمسیری مرطوب است و تابستان‌های داغ و مرطوب و زمستان‌هایی خنک دارد.

## مناطق و شهرک‌ها
- سِرفِرز پارادایز Surfers Paradise
- نِرَنگ Nerang
- ساوت پورت South Port
- بِرلی Burleigh
- آلبرت Albert
- گِی وِن Gaven
- بِرُد واتر Broad Water
- کولون گاتا

## ساحل‌های معروف گلدکست
- سِرفِرز پارادایز (Surfers Paradise) یا بهشت موج سواران
- مِین بیچ (Main Beach) یا ساحل اصلی
- مِرمِید بیچ (Mermaid beach) یا ساحل پری دریایی
- پالم بیچ (Palm Beach) یا ساحل نخل
- بِرُد بیچ (Broadbeach) یا ساحل گسترده
- بِرلی بیچ (Burleigh Beach)

## گردشگاه‌های طبیعی
- پارک ملی تمبورین
- پارک ملی اسپرینگ بروک
- پارک ملی لَمینگتون
- پارک ملی بِرلی هِد

## شهر بازی‌ها
شامل پارکهای موضوعی:
- Dreamworld
- Seaworld
- Movieworld
- Wet and Wild
- White Water

## دانشگاه
دانشگاه باند که اولین دانشگاه خصوصی و غیرانتفاعی در استرالیا است در این شهر قرار دارد.

## نگارخانه

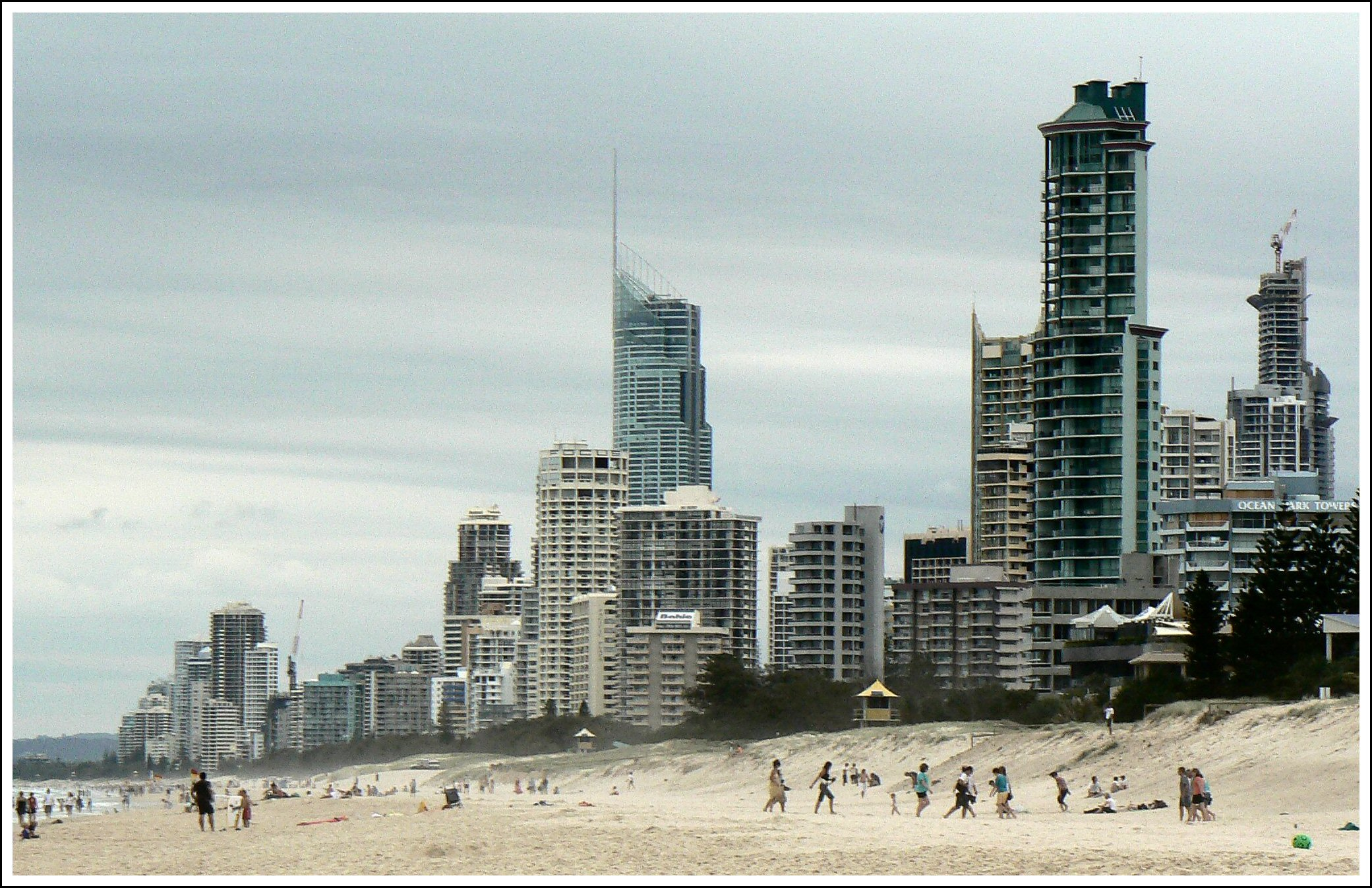
برجهای بلند در ساحل سِرفِرز پارادایز
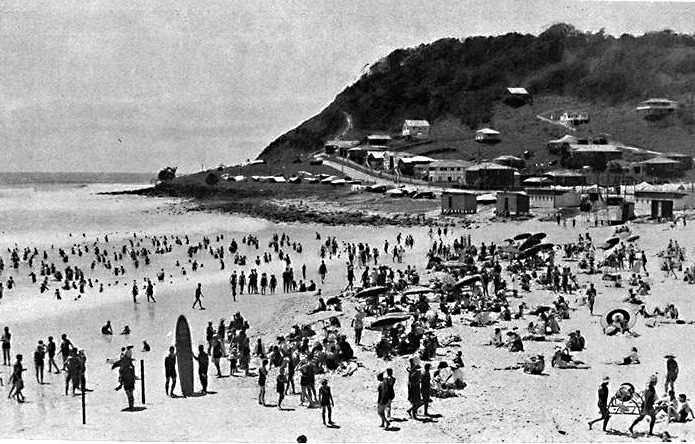
ساحل برلی هد در سال ۱۹۳۹
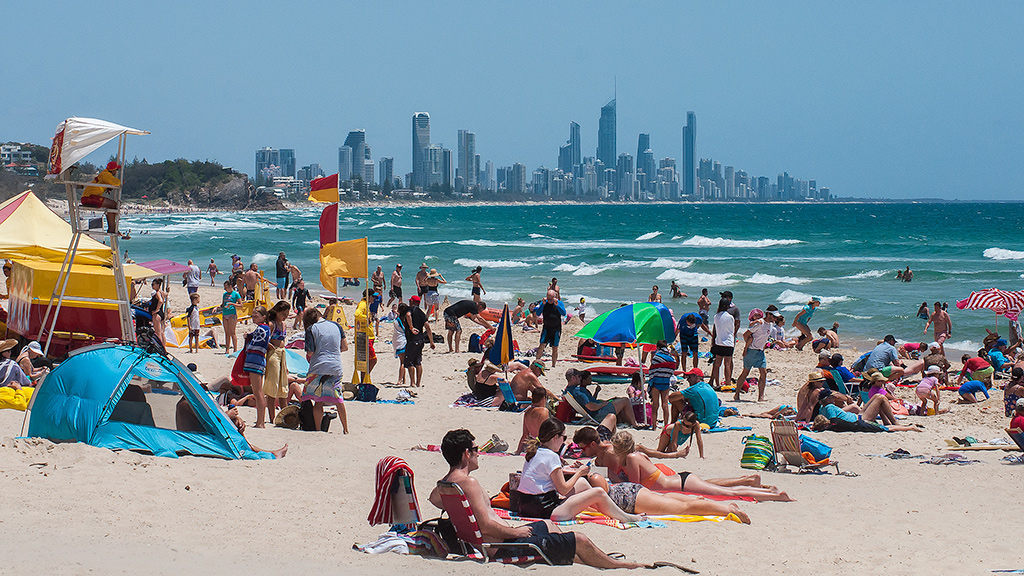
ساحل برلی هد در تابستان با نمای سِرفِرز پارادایز در افق
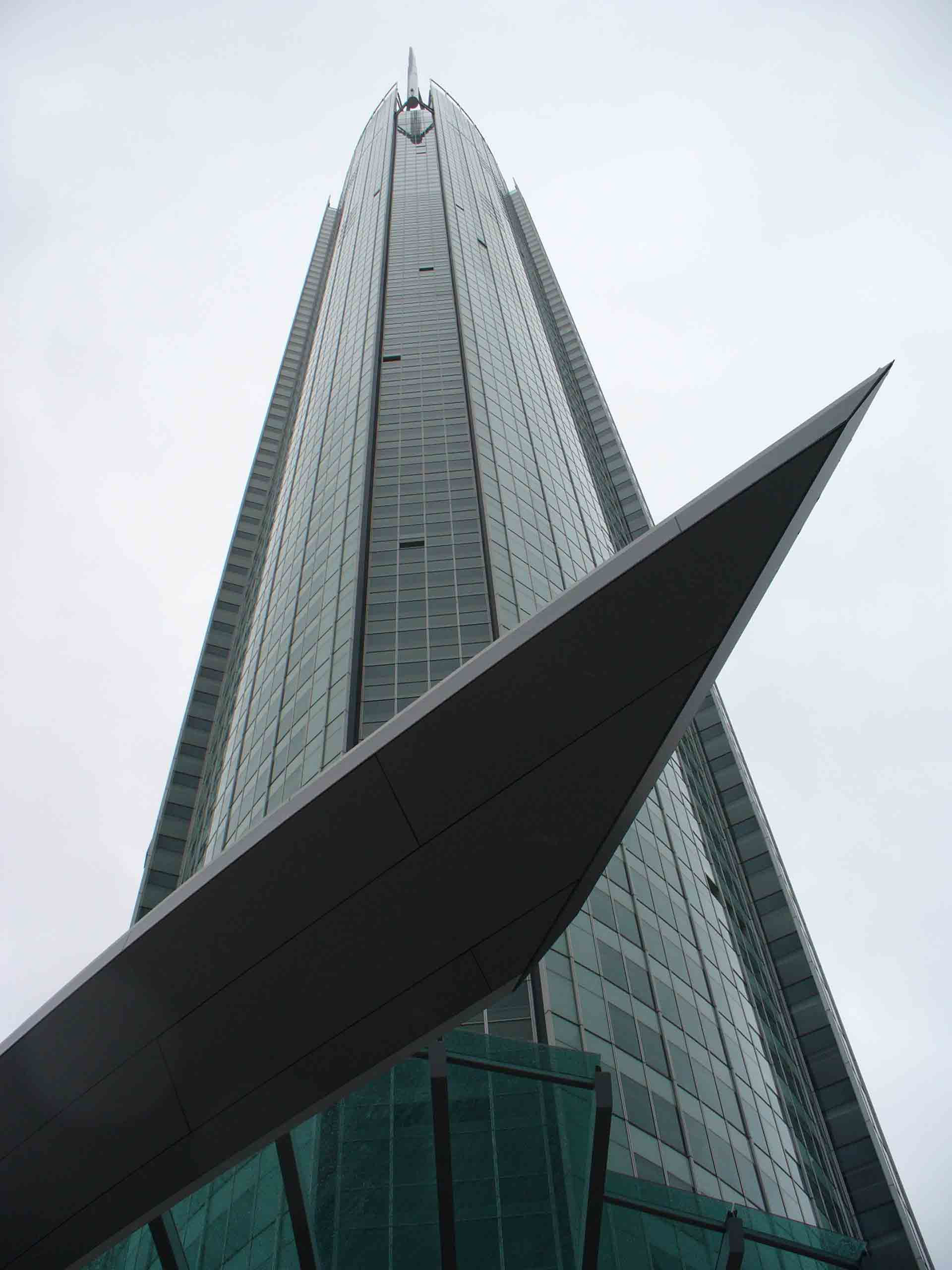
برج کیو یک گلدکست در حال حاضر مرتفع‌ترین برج در نیمکره جنوبی زمین است.
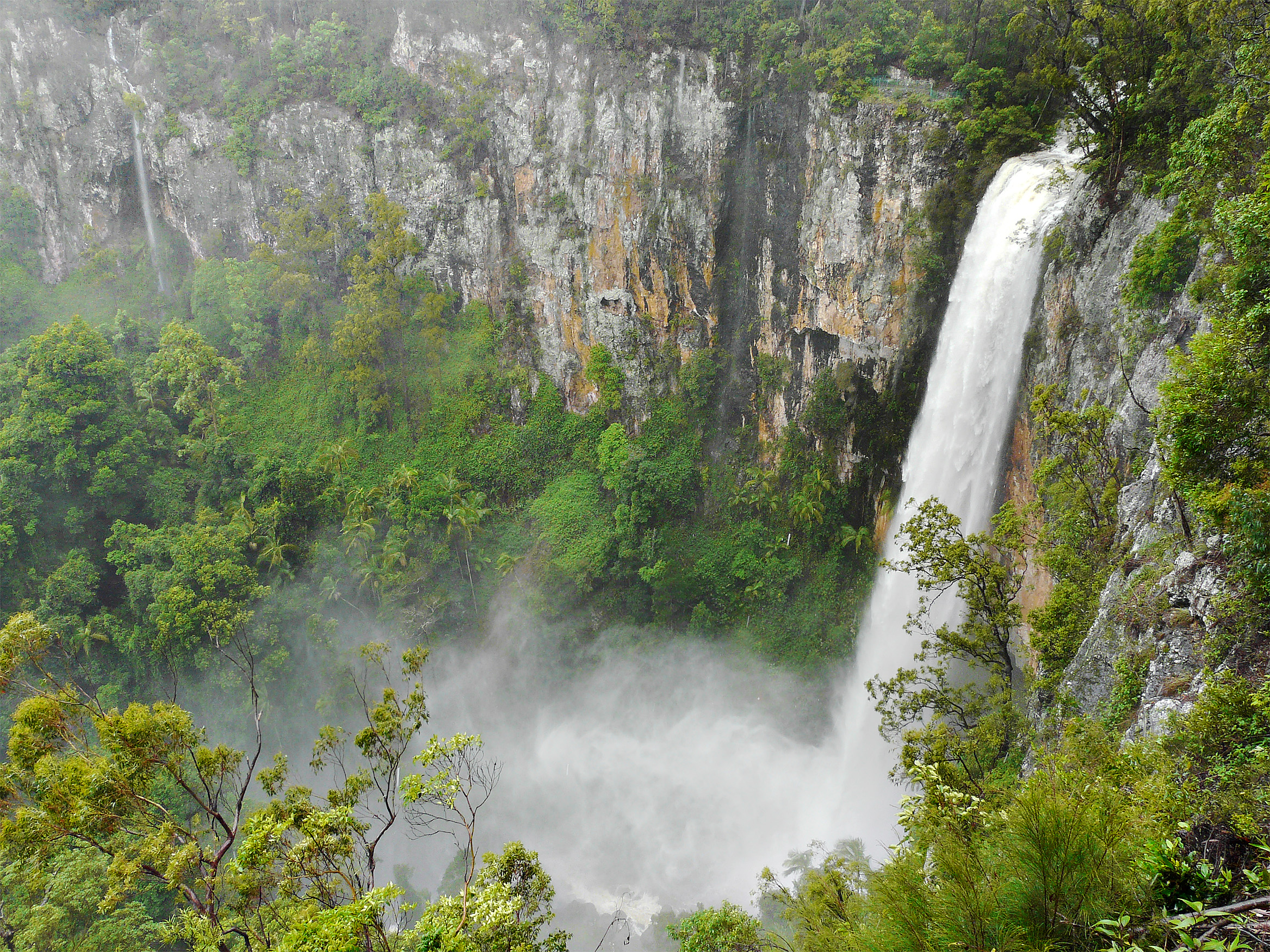
آبشار پورلینگ بروک
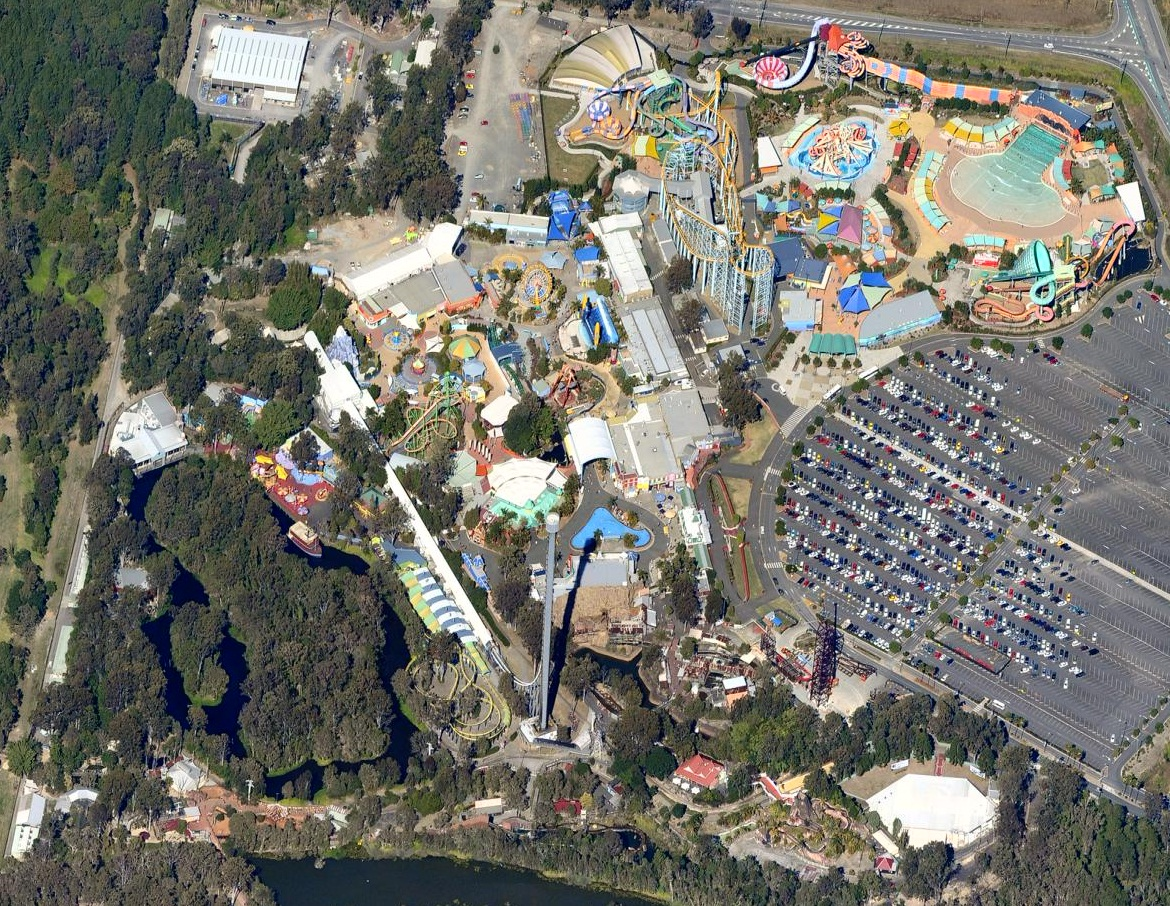
دریم ورلد، بزرگترین شهربازی و پارک آبی در استرالیاست.
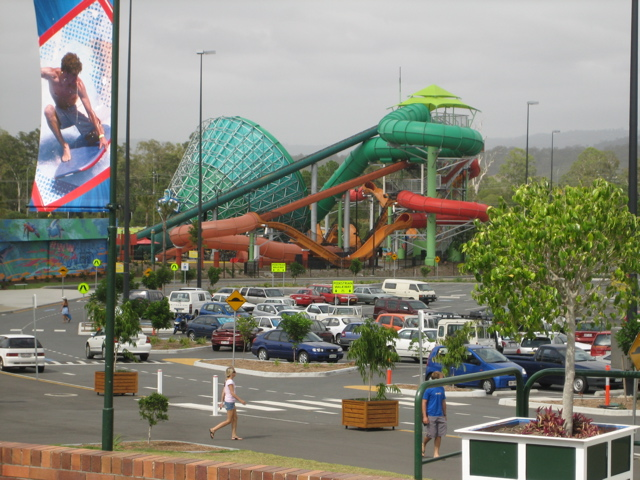
پارک آبی وایت واتر ورلد
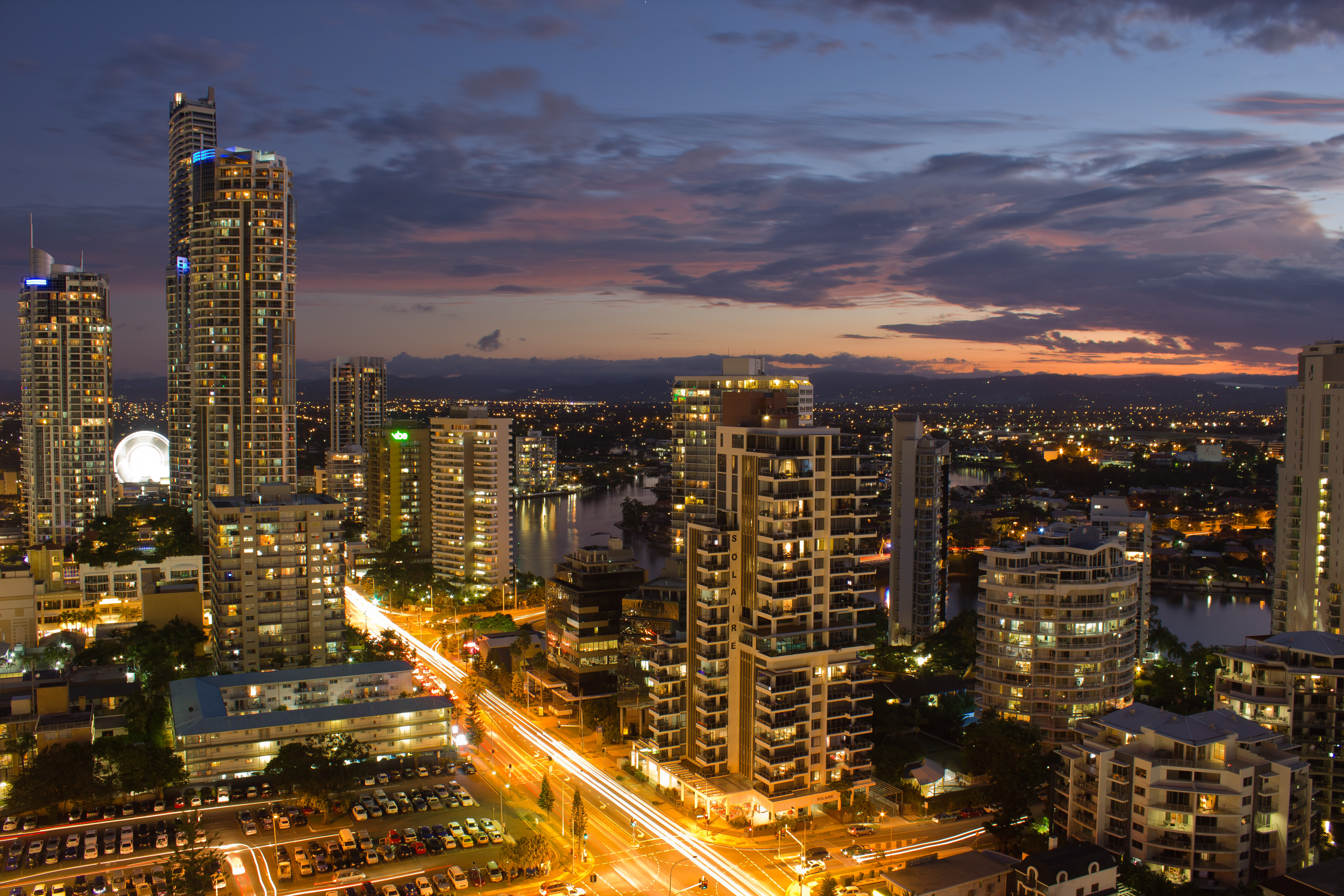
گلدکست یکی از مناطق به سرعت در حال رشد استرالیا به حساب می‌آید.

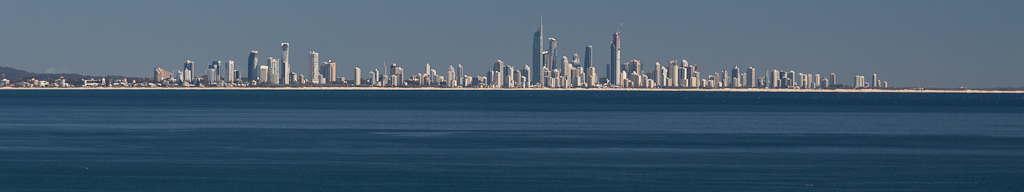
گلد کوست به خاطر داشتن سلسله آسمانخراش‌های مرتفعی که در کنار اقیانوس ساخته شده‌اند، شهرت یافته‌است:en:Gold Coast, Queensland.

## شهرهای خواهرخوانده
- بیهای، گوانگشی، چین
- آکاپولکو، گوئررو، مکزیک
- نتانیا، اسرائیل
- مدلین، کلمبیا
- دبی، امارات متحده عربی
- فورت لادردیل، فلوریدا، ایالات متحده آمریکا
- هوروونوآ، نیوزیلند
- کاناگاوا، ژاپن
- تاکاسو، ژاپن
- نومئا، کالدونیای جدید
- تاینان، تایوان
- تایپه، تایوان
- اولان باتور، مغولستان